# Adalbert Fuchs (Abt)
Adalbert Fuchs OSB (* 12. September 1868 in Landschau, Mähren als Franz Fuchs; † 15. November 1930 in Göttweig) war ein Historiker und von 1923 bis 1930 Abt des Stifts Göttweig.

## Leben
Fuchs trat 1887 ins Benediktinerstift Göttweig ein, wo er den Ordensnamen Adalbert erhielt und empfing 1892 seine Priesterweihe. Zunächst in der Seelsorge tätig, wurde er 1893/94 außerordentliches Mitglied des Instituts für Österreichische Geschichtsforschung, von 1894 bis 1901 Professor für Kirchengeschichte an der theologischen Lehranstalt des Stifts und danach Stiftsarchivar. 1903 wurde er an der Universität Wien zum Dr. phil. promoviert. Von 1911 bis 1921 war Fuchs Pfarrer der Gemeinde Hainfeld in Niederösterreich. Von 1922 bis 1923 war er Abtkoadjutor. 1923, nach dem Tod Abt Adalberts I. wurde Fuchs als Adalbert II. zum Abt von Göttweig gewählt. Als Wahlspruch wählte er "Iuste ac constanter". Er verstarb am 15. November 1930.
Er publizierte über die Göttweiger Urkundensammlung und Briefe an den Feldmarschall Raimund Montecuccoli 1659/60. Er war korrespondierendes Mitglied der Österreichischen Akademie der Wissenschaften.

## Publikationen (Auswahl)
- Fontes rerum Austriacarum Band 51: Urkunden und Regesten zur Geschichte des Benedictinerstiftes Göttweig, Teil 1, von 1058–1400, Wien 1901.
- Fontes rerum Austriacarum Band 52: Urkunden und Regesten zur Geschichte des Benedictinerstiftes Göttweig, Teil 2, von 1401–1468, Wien 1901.
- Fontes rerum Austriacarum Band 55: Urkunden und Regesten zur Geschichte des Benedictinerstiftes Göttweig, Teil 3, von 1468–1500, Wien 1902.
- Fontes rerum Austriacarum Band 59: Urkunden und Regesten zur Geschichte der aufgehobenen Kartause Aggsbach, Wien 1906.
- Briefe an den Feldmarschall Raimund Montecuccoli 1659/60. Beiträge zur Geschichte des Nordischen Krieges in den Jahren 1659–1660, Wien 1910.
- Necrologia Germaniae Band 5: Dioecesis Pataviensis (Austria inferior), 1913.
- Der Heilige Altmann. Bischof von Passau und Gründer von Göttweig. Nach den ältesten Lebensbeschreibungen. Wien 1929.
- Fontes rerum Austriacarum Band 69: Die Traditionsbücher des Benediktinerstiftes Göttweig, Wien 1931.

## Auszeichnungen
- Großes Ehrenzeichen für Verdienste um die Republik Österreich[2]